# Nykarleby
Nykarleby (finska: Uusikaarlepyy, och på nykarlebydialekt Nyykaabi) är en stad och kommun i landskapet Österbotten med centralorten Nykarleby. Andelen invånare med svenska som modersmål är 86,4 procent. Kommunen hade 7 497 invånare år 2021.
Nykarleby och Gamlakarleby (numera Karleby) har samma stadsmärke i sina sigill: en brinnande tjärtunna med tre eldflammor. Det som skiljer dem åt är att Nykarlebys tunna är stående, medan Gamlakarlebys är liggande. Nykarleby stads vapen kröns vidare av en grevekrona.
Nykarleby hade förut en lokal tv-kanal, NY-TV. I Nykarleby hålls i augusti varje år den kända Juthbackamarknaden, Finlands största loppmarknad.

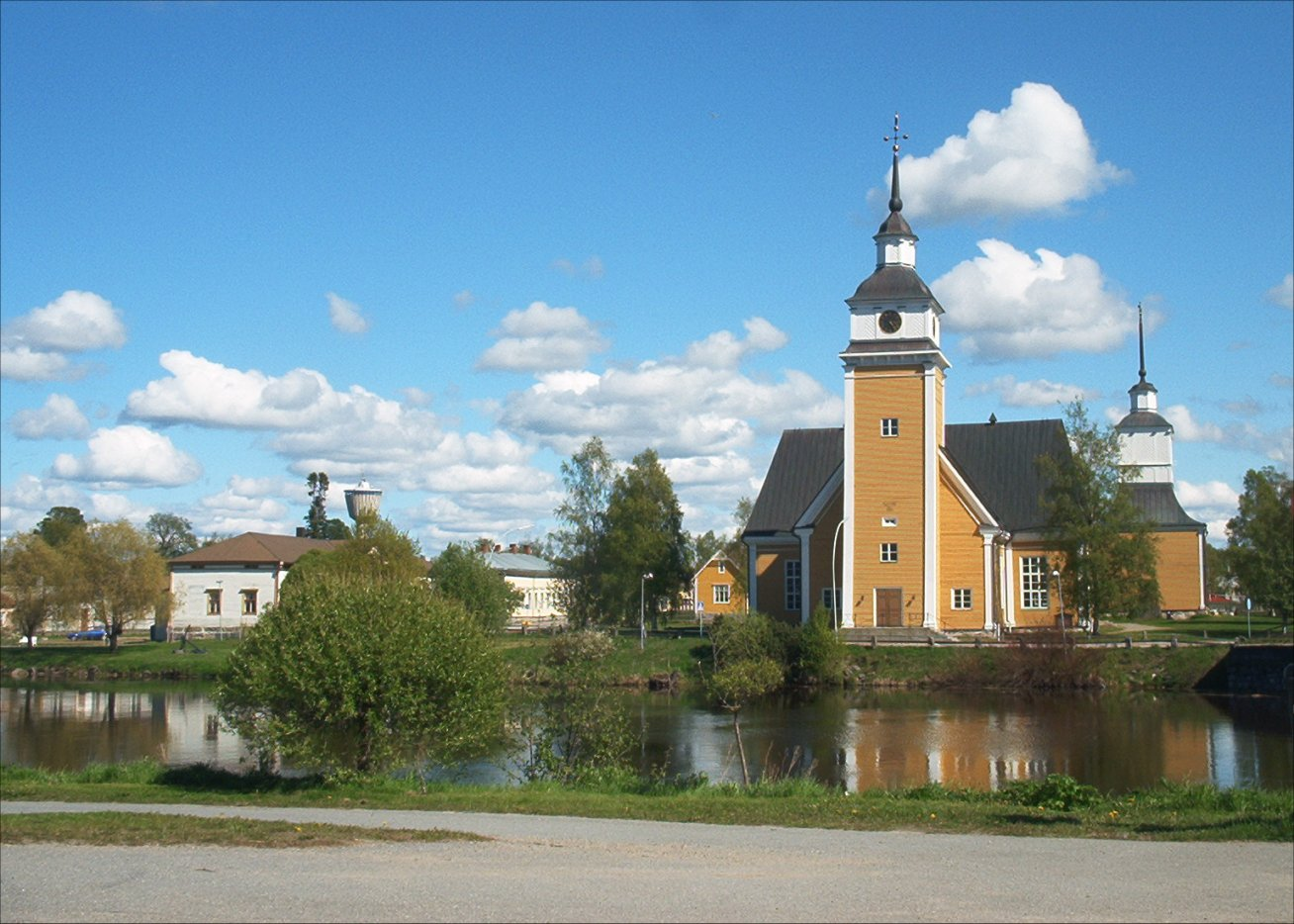
Nykarleby kyrka, uppförd 1708 och uppkallad efter Heliga Birgitta.

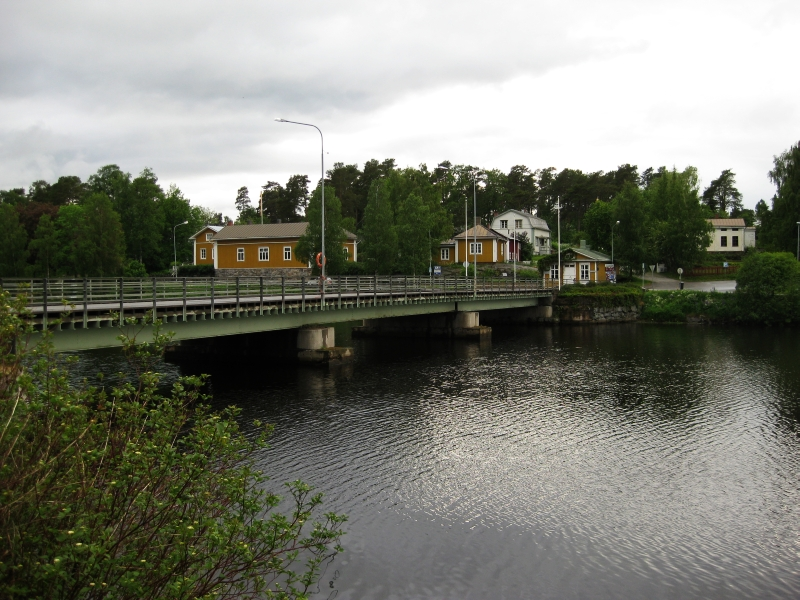
"Stora Bron" i Nykarleby. Det var här som von Döbeln midsommaren 1808 vadade ut i älven för att hinna upp ryssarna som flydde staden på andra sidan, emedan de höll på att bränna ner bron för att hindra de förföljande svenskarna. von Döbeln blev sjuk av badet och låg i feber i Nykarleby stad. På andra sidan syns brostugan som användes som tullhus. Kyrkan finns till vänster, utanför bilden.

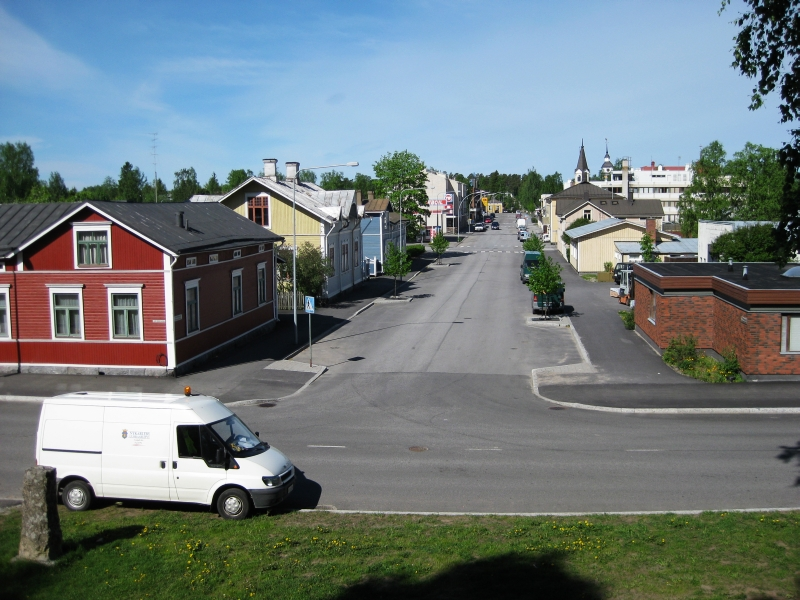
Nykarleby sett från öster, från Rummelbackens park längs Sollefteågatan. Efter branden 1858 återuppbyggdes staden och fick ett rutnät av gator, helt enligt tidens arkitektur. Kyrktornet syns till höger, och till vänster om det, Missionskyrkans torn.

## Historia
På platsen för Nykarleby stad har det funnits bebyggelse sedan medeltiden. Den ursprungliga byn kallades Leppo by, eller "Lappabi" som man skrev, och omnämndes första gången i historien 1375 när några pilgrimer från trakten färdades till Vadstena och vittnade om att de mirakulöst blivit botade från krämpor efter att ha bett till Heliga Birgitta. Cristina led av så svåra magsmärtor att hon föll till marken. Efter att hon bett till Heliga Birgitta blev hon helt frisk. Tillsammans med Cristina reste hennes man Michael samt Silvester från Leppo, som varit blind i tre år men återfått synen efter att ha avgivit löfte om att göra en vallfärd till Vadstena.
År 1607 bildades Nykarleby socken mellan Pedersöre och dåvarande Mustasaari socken, dagens Korsholm, och vid den tiden började man också bygga den första kyrkan som också uppkallades efter Heliga Birgitta. Stadsrättigheter erhöll staden Nykarleby av Gustav II Adolf år 1620 efter att han 1617 anbefallit att en stad ska anläggas här, och blev således en av de femton städer han grundade. Den nuvarande kyrkan uppfördes 1708, och bär fortfarande Heliga Birgittas namn.
Ekonomin grundades på tjärexport och staden tog sitt stadsvapen – en stående brinnande tjärtunna – från detta faktum. Staden växte sakta men säkert under 1600-talet, men den långsamma expansionen avbröts av det stora nordiska kriget och efter att de ryska trupperna ockuperade Finland 1714 (efter slaget vid Storkyro), flydde merparten av stadens befolkning till Sverige, och det tog årtionden att återuppbygga staden efter att härjningarna slutade 1721. Nykarleby levde i ständig konkurrens med grannarna Jakobstad och Vasa och överskuggades allt som oftast. I september 1808 bestod Nykarleby stad av 128 hus eller byggnader.
En svensk Fänrik vid Västmanlands regemente, Carl Johan Ljunggren,beskriver staden vid hans ankomst 1808. 
| ”                       | Ingenting var för övrigt att skåda, ty Nykarleby är inte något märkvärdigt ställe: låga, rödmålade trähus med torftak, på sin höjd ett eller annat tegeltak - se där hela härligheten! Det förhåller sig så, att, har man sett en svensk småstad, man kan i andamon föreställa sig alltsammans. | „ |
| – Carl Johan Ljunggren, | |   |

### Efter 1809
Under det finska kriget 1808–09 utkämpades en strid och ett slag mellan de ryska och de svenska arméerna vid Nykarleby. Den 24 juni 1808, försökte svenskarna omringa ryska styrkor i staden, men misslyckades och ryssarna drog sig utan märkbara förluster söderut. Den 13 september besegrade Georg Carl von Döbeln en rysk avdelning i det legendariska slaget vid Jutas, fyra kilometer söder om staden. Staden har också fått se andra storpolitiska mörkermoln dra förbi; det värsta av dessa var möjligen när seminarieområdet förvandlades till ett stort fångläger för ryska fångar under finska inbördeskriget 1918 och olagliga massavrättningar förekom också i Nykarleby med omnejd.

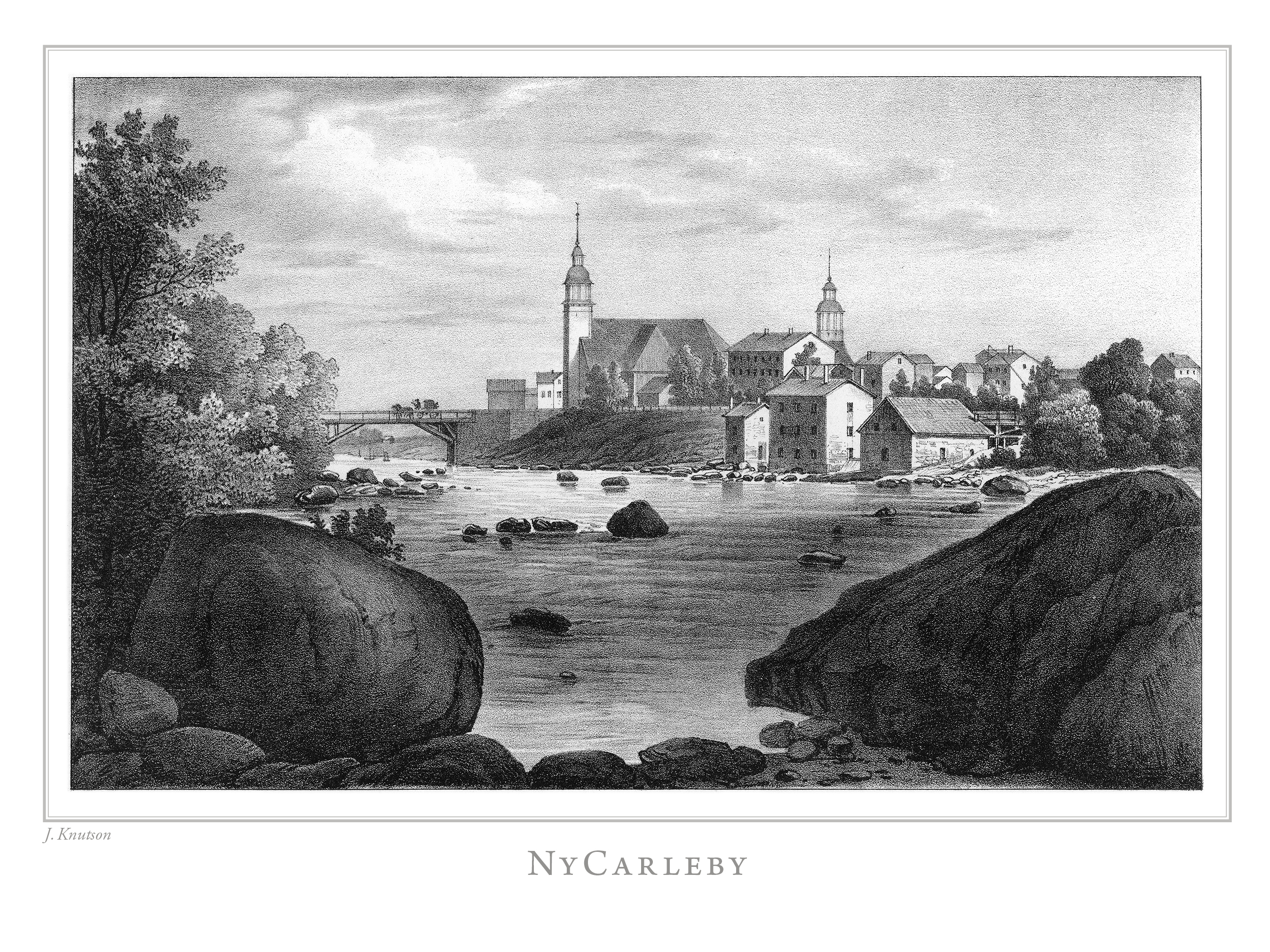
Litografi av Nykarleby i Finland framstäldt i teckningar utgiven 1845-1852.

Under den tidiga ryska tiden fram till 1858 upplevde Nykarleby en guldålder baserad på den livliga sjöfarten. Staden brann till största delen ner natten mellan den 12 och 13 januari 1858 (vanligt för finländska trähusstäder utom Kristinestad), men återuppbyggdes raskt enligt stadsplan uppgjord av Carl Albert Edelfelt, den kände konstnärens far. Det faktum att handeln sökte sig andra vägar, att Nykarleby hamn snabbt uppgrundades och att Jakobstad övertog positionen som regionens stora centralort, gjorde att Nykarleby förblev småstad och att expansionen stagnerade.
1975 sammanslogs kommunerna Nykarleby, Munsala, Jeppo samt Nykarleby landskommun till en enda större kommun. Både Munsala och Jeppo omnämns redan i medeltida dokument, Monå i Munsala år 1440 och Jeppo år 1505.
Från mitten av 1900-talet baserades mycket av stadens ekonomi på pälsnäringen och pälsfarmerna växte upp i trakten som svampar ur jorden, och man kunde tala om en ekonomisk bubbla från 60- till 80-talet. Nykarleby innehade täten i Finland inom den branschen, men det betydde också att staden led svårt av krisen i nämnda bransch i slutet av 80-talet. Trots den hårda krisen, överlevde pälsnäringen "bubblan" och står än idag för mycket av välståndet i Nykarleby. I början av 2000-talet minskades gradvis servicen i staden och mycket flyttades till Jakobstad, såsom exempelvis skattebyrå, folkpensionsanstalt och polisinrättning.
Alltsedan början var Nykarleby en skolstad. Österbottens första trivialskola förlades till Nykarleby 1641, men flyttades 1684 till Vasa. Nykarleby seminarium där lärarutbildningen skedde verkade i staden från 1873 till 1971. År 1983 grundades Konstskolan i Nykarleby, numera Yrkeshögskolan Novia, men den flyttades till Jakobstad år 2012.

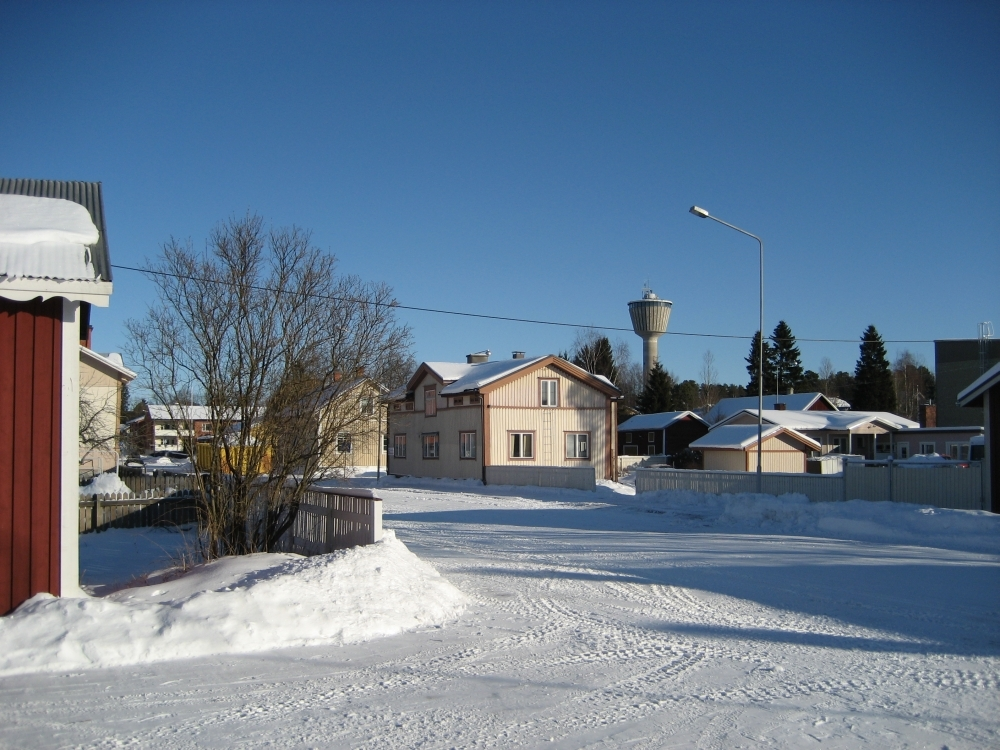
Vattentornet i Nykarleby dominerar stadsbilden. Uppe i tornet finns sommarcafé, öppet för allmänheten. Utsikten därifrån är enastående. Tornet ses här i bakgrunden.

## Geografi

### Stadsbild
Nykarleby älv genomskär staden från sydöst till nordväst, och på den östra sidan står Nykarleby kyrka, strax framför vad som sedan medlet av 1700-talet benämnts "Stora bron". På andra sidan älven finns Brostugan, som förr användes som tullhus när man upptog brotull av inresande till staden. En gångbro över dammen – "Lilla bron" – leder över älven invid stadens kraftverk. Den nyaste av broarna, Juthbackabron från 1986, går över älven nära Juthbacka herrgård. Vattentornet med Café Panorama från 1964 finns på Källbacken.
Topeliusesplanaden, tidigare Västra och Östra esplanadagatan och från början Rådhusboulevarden, är Nykarlebys huvudgata och den genomskär hela staden från esplanadens början i söder till Jakobstadsvägen i norr. Mitt i staden finns Nykarleby torg och där ligger också en jugend-byggnad som fr.o.m. 1908  t.o.m. våren 2014 inrymde stadens lågstadieskola (Normens skola), när den stängdes p.g.a. mögel. På andra sidan esplanaden, från torget, ligger Stadshuset (t.o.m. 2016 Ämbetshuset) med  bland annat stadskansli. Stadsbiblioteket var inrymt där till början av maj 2016. I juni samma år öppnades det nybyggda biblioteket vid Topeliusesplanaden 10.
Mot norr, längs Jakobstadsvägen, finns Kuddnäs, Zacharias Topelius' födelsehem. Vid Brostugan finns en minnesplakett över striden vid Nykarleby midsommardagen 1808. Den avtäcktes 2008 i samband med minnesåret.

### Platser i Nykarleby
Andra sjön (fi. Toisvesi), Bådan, Forsby, Frillan, Gamla hamn, Grisselören (med fiskehamn), Gränden (fi. Kujala), Harjux, Jeansborg (uttalas sja:nsbå'rj), Jeppo, Jungar, Jussila, Juthas, Kampen, Kasackbacka, Kengo, Keppo (fi. Kepoo), Kovjoki, Källbacken, Lippjärv, Markby, Mickelsbacka (även kallad Köuros), Monå, Munsala, Nystan, Pensala, Silvast, Soklot (fi. Sokaluoto), Sorvist, Ytterjeppo (fi. Alajepua), Överjeppo (fi. Yli-Jepua)
Här finns också öarna Alörn, Torsön, Tornskär, Långörn, Kråkskär, Loppan, Markusholmen, Munkgrundet m.fl.  Utskärsgrundet Hälsingkallan, f.d. forsarna Juthforsen, Nybroforsen och Ragnörsforsen, höjderna Rummelbacken och Kackurdunten några kilometer utanför staden samt fjärdarna Alörsfjärden, Andrasjöfjärden och Torsöfjärden.

## Politik

### Mandatfördelning i Nykarleby stad, valen 1976–2021
| 4 | 3 | 20 |

| 3 | 3 | 20 |  |

| 3 | 3 | 21 |

| 2 | 3 | 22 |

|  | 3 | 22 |  |

|  | 2 | 23 |  |

| 3 | 21 | 3 |

| 5 | 21 |  |

| 19 | 8 |

| 5 |  | 20 |  |

| 19 | 8 |

| 5 |  | 20 |  |

| 19 | 8 |

| 5 | 21 |  |

| 17 | 10 |

| 3 |  | 22 |  |

| 17 | 10 |

### Vänorter
- Sollefteå i Sverige
- Steinkjer i Norge
- Hammel  i  Danmark

## Ekonomi och infrastruktur
Nykarleby stad är den största arbetsgivaren i kommunen, men här verkar även företag av internationell renommé, såsom – det största – Mirka i Jeppo, som bland annat tillverkar slippapper och -produkter och anställer ca 570 personer i hela landet. I centrala Nykarleby verkar företaget Prevex, som tillverkar plastprodukter och anställer nästan hundra personer.
Vidare är fortfarande pälsnäringen en viktig faktor i den samhälleliga ekonomin, och farmerna och fryserierna (Nyko-Frys och Monäs Feed är de största) anställer många i Nykarleby. Pälsnäringen omgick en allvarlig omstrukturering efter krisen på 80-talet, och återhämtade sig snabbt.

### Statistik
- Näringsstruktur
  - Jord och Skogsbruk  23,4 %
  - Industri            26,9 %
  - Service             47,1 %

## Demografi

### Befolkningsutveckling
| Befolkningsutvecklingen i Nykarleby stad 1975–2020                                                           | Befolkningsutvecklingen i Nykarleby stad 1975–2020 | Befolkningsutvecklingen i Nykarleby stad 1975–2020 | Befolkningsutvecklingen i Nykarleby stad 1975–2020 | Befolkningsutvecklingen i Nykarleby stad 1975–2020 |
| --- | -------------------------------------------------- | -------------------------------------------------- | -------------------------------------------------- | -------------------------------------------------- |
| |                                                    |                                                    |                                                    |                                                    |
| År |                                                    |                                                    | Folkmängd                                          |                                                    |
| 1975 | 1975                                               |                                                    | 7 331                                              |                                                    |
| 1980 | 1980                                               |                                                    | 7 537                                              |                                                    |
| 1985 | 1985                                               |                                                    | 7 768                                              |                                                    |
| 1990 | 1990                                               |                                                    | 7 727                                              |                                                    |
| 1995 | 1995                                               |                                                    | 7 658                                              |                                                    |
| 2000 | 2000                                               |                                                    | 7 492                                              |                                                    |
| 2005 | 2005                                               |                                                    | 7 375                                              |                                                    |
| 2010 | 2010                                               |                                                    | 7 458                                              |                                                    |
| 2015 | 2015                                               |                                                    | 7 564                                              |                                                    |
| 2020 | 2020                                               |                                                    | 7 479                                              |                                                    |
| Anm: Uppgifterna avser förhållandena den 31 december nämnda år enligt områdesindelningen den 1 januari 2022. |                                                    |                                                    |                                                    |                                                    |

### Statistik
- Urbaniseringsgrad:-63,6 %
- Åldersstruktur 
  - 0–14  år 1 399 personer; 18,8 %
  - 15–64 år 4 571 personer; 61,3 %
  - 64– år 1 488 personer; 20,0 %

## Kultur

### Idrott
Innebandyföreningen Blue Fox har både ett herrlag och ett damlag finska Divari som är Finlands näst högsta serie inom innebandy.
Fotbollslaget Nykarleby IK (NIK) spelar i division fyra.
Ishockeyföreningen Muik Hockey spelar i hemmahallen Komarov Arena och håller till i Finlandsserien.
IF Minken heter den lokala skid- och orienteringsföreningen.

### Personer med anknytning till Nykarleby
- Katarina Asplund, väckelsepredikant
- Georg Carl von Döbeln, militär
- Zacharias Topelius, författare
- Mikael Lybeck, författare
- Joel Rundt, författare
- Erik Bergman, tonsättare
- Anders Engström, regissör
- Gösta Ågren, poet
- Leo Komarov, ishockeyspelare
- Joel Blomqvist, ishockeyspelare
- Anton Stråka, ishockeyspelare
- Kaj Sandberg, författare och historiker
- R.R. Eklund, författare
- Robert Åsbacka, författare
- Eva-Stina Byggmästar, författare
- Peter Sandström, författare
- Kurt Levlin, författare
- Nils Erik Forsgård, författare
- Anita Wikman, författare
- Malin Klingenberg, författare
- Sandra Eriksson, friidrottare
- Christel Sundqvist, författare
- Ulrika Nielsen, författare[15]
- Karin Erlandsson, författare[16]
- Ulf Smedberg, författare[16]
- Johannes Sundwall (1877 - 1966), professor